# Alfred Harbage
Alfred Bennett Harbage (* 18. Juli 1901 in Philadelphia, Pennsylvania; † 2. Mai 1976 ebenda) war ein US-amerikanischer Anglist und Shakespeare-Forscher.

## Leben
Nach der Schulzeit in seiner Heimatstadt, begann Harbage dort (University of Pennsylvania) auch zu studieren. Schon früh spezialisierte er sich auf William Shakespeare und dessen Zeit und konnte über dieses Thema 1929 erfolgreich mit einer Promotion das Studium beenden.
Im Anschluss daran blieb Harbage bis 1947 als Dozent an dieser Universität. Dann wechselte an die Columbia University nach New York, wo er sich als Herausgeber einer Werkausgabe Shakespeare einen Namen machen konnte. Zwischen 1952 und 1970 lehrte er an der Harvard University (Cambridge). 1959 wurde er in die American Philosophical Society und 1960 in die American Academy of Arts and Sciences gewählt.
Kurz vor seinem 75. Geburtstag starb Alfred Harbade in Philadelphia und fand dort auch seine letzte Ruhestätte.

## Rezeption
Harbages Werke zu Shakespeare waren zu ihrer Zeit hoch gelobt und sind auch heute noch nicht völlig vergessen. Neben diesen literaturwissenschaftlichen Werken verfasste Harbage auch einige Kriminalromane, welche er unter dem Pseudonym Thomas Kyd veröffentlichte. Dieses Pseudonym wählte er sich zu Ehren des Schriftstellers Thomas Kyd aus dem 16. Jahrhundert. In einem dieser Romane „Cover his face“ thematisierte er ein unbekanntes, weil verschwundenes, Werk des Schriftstellers Samuel Johnson.

## Zitat
„Harbage treats pomposity with sarcasm, hypocrisy with irony, and failure with gentleless.“

## Werke (Auswahl)
Belletristik
- Blood is a beggar. 1946.
- Blood of vintage. 1947.
- Blood on thew bosom devine. 1948.
- Cover his face. 1949.

Sachbücher
- Annals of English Drama. 975–1700; an analytical record of all plays, extant or lost, chronologically arranged. Routledge, London 1989, ISBN 0-415-01099-3 (zusammen mit Samuel Schoenbaum und Sylvia Wagonheim).
- As they liked it. A study of Shakespeare’s moral artistry. University Press, Philadelphia, Penn. 1972.
- Cavalier Drama. An historical and critical supplement to the study of the Elizabethan and Restoration stage. Russell & Russell, New York 1964.
- Shakespeare and the rival traditions. University Press, Bloomington, Ind. 1970, ISBN 0-253-20129-2.
- Shakespeare without words and other essays. University Press, Cambridge, Mass. 1972, ISBN 0-674-80395-7.
- Shakespeare’s audience. University Press, New York 1969.
- Sir William Davenant. Poet, Venturer, 1606–1668. Octagon Books, New York 1971, ISBN 0-374-93659-5.
- Thomas Killigrew, Cavalier dramatist. 1612–1683. Blom Press, New York 1967.
- William Shakespeare. A reader’s guide. Octagon Books, New York 1974.